# Waterlandse Die

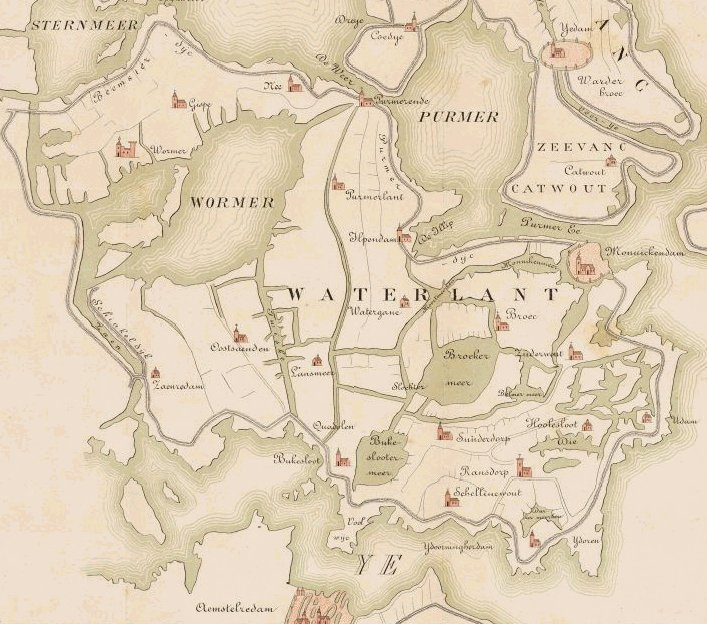
De situatie in Waterland in 1288, het riviertje stroomde vroeger rechtsonder

Het Waterlandse Die, ook wel kortweg het Die, was een veenrivierje dat stroomde in Waterland van het huidige centrum van Amsterdam dwars door wat nu het IJ is naar waar nu Amsterdam-Noord ligt.
Het riviertje stroomde van daar in noordoostelijke richting en liep globaal ten westen van Nieuwendam, Schellingwoude en Ransdorp, ten oosten van Zunderdorp en het vroegere Poppendam en ten westen van Holysloot en verder naar Uitdam waar het in het Almere, later Zuiderzee stroomde. Het riviertje was ten noorden van het huidige IJ ongeveer 8 kilometer lang. Andere bronnen spreken echter dat de rivier ongeveer 14 kilometer lang geweest moet zijn waarbij het Die en het gedeelte van de Amstel tot de huidige Stopera dezelfde rivier zouden moeten zijn geweest.
Tot 1170 was het gebied waar nu het IJ ligt één groot veengebied begroeid met een dikke laag veen en er stroomde naast het Die ook bijvoorbeeld de Amstel en de Slooter. Pas na de Allerheiligenvloed overstroomde het gebied en ontstond het IJ als verbinding met de Zuiderzee.
Van het riviertje, dat in zijn oorspronkelijke vorm in de loop der jaren is verdwenen, zijn nog enkele restanten in Landelijk Noord aanwezig in de vorm van een drietal kreeken, het Ransdorper Die dat met "het Nauw" verbonden is met het Holysloter Die en het Uitdammer Die dat niet in open verbinding staat met het Markermeer, dit in tegenstelling tot de oorspronkelijke rivier. De waterloop van het Ransdorper Die eindigt met de Nieuwe Gouwsloot en Nieuwe Sloot bij de huidige Ringweg Noord. Het gedeelte ten zuiden van de Ringweg is in de jaren zestig vrijwel geheel gedempt en verdwenen onder het zand van de stedelijke bebouwing van Amsterdam-Noord.